# Enrico Piaggio, un somni italià
Enrico Piaggio, un somni italià (títol original en italià, Enrico Piaggio - Un sogno italiano) és un telefilm italiana del 2019 dirigida per Umberto Marino. S'ha doblat al valencià per a À Punt.
La pel·lícula il·lustra la vida de l'empresari Enrico Piaggio, productor del famós escúter Vespa dissenyat per l'enginyer Corradino D'Ascanio, en el període de crisi econòmica posterior a la Segona Guerra Mundial en què Itàlia va intentar rellançar-se econòmicament i civilment, cosa que va aconseguir el que es considera un "miracle italià".
Els esdeveniments narrats s'inspiren lliurement en la vida d'Enrico Piaggio, i han estat adaptats a les necessitats narratives. Per exemple, el personatge del banquer Cosimo Rocchi-Battaglia no existia, però resumeix diverses persones que van intentar obstaculitzar el camí de Piaggio, mentre que el de la jove secretària Susanna "Suso" Vannucci representa un homenatge al guionista Suso Cecchi D'Amico.
La pel·lícula es va estrenar en horari de màxima audiència a Rai 1 el 12 de novembre de 2019, amb una mitjana de 5.582.000 espectadors i un 23,2% de quota de pantalla.